# جو ويت
جو ويت (بالإنجليزية: Joe Witte)‏ هو عالم أمريكي، ولد في 1943.